# Missões diplomáticas da Malásia

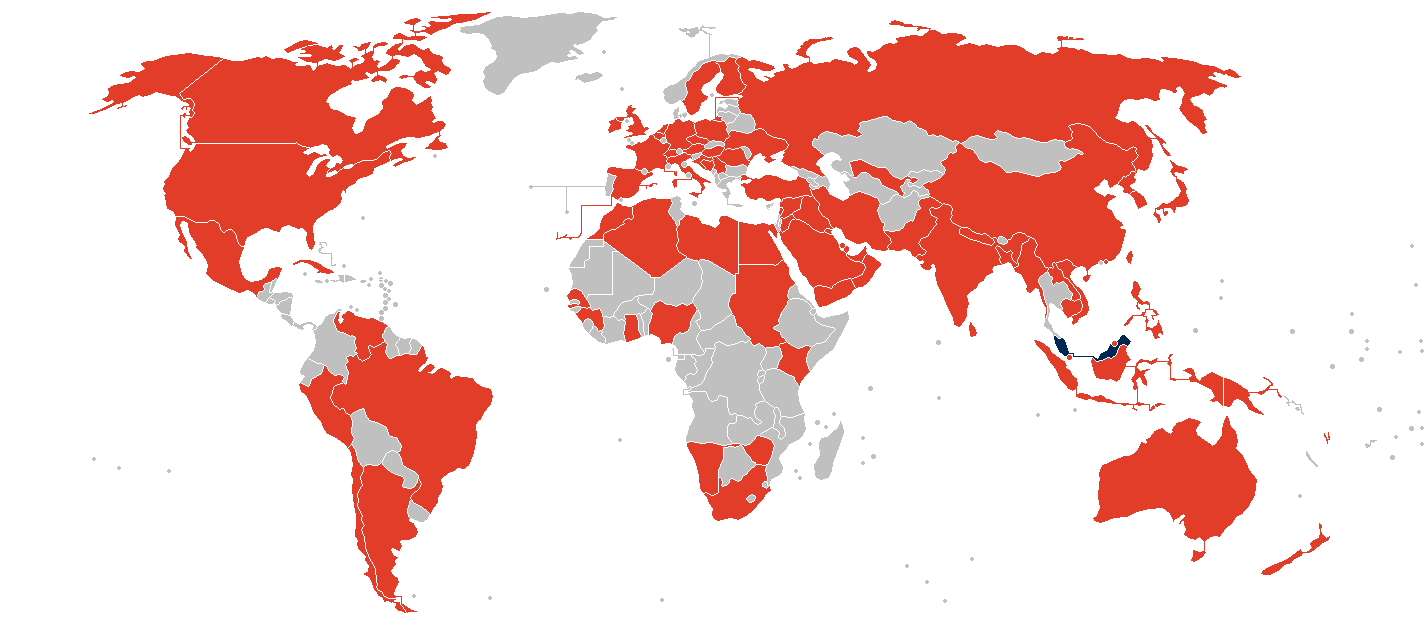
Mapa das missões diplomáticas da Malásia.

Abaixo se encontram as embaixadas, altas comissões e consulados da Malásia:

## Europa
- Alemanha
  - Berlim (Embaixada)

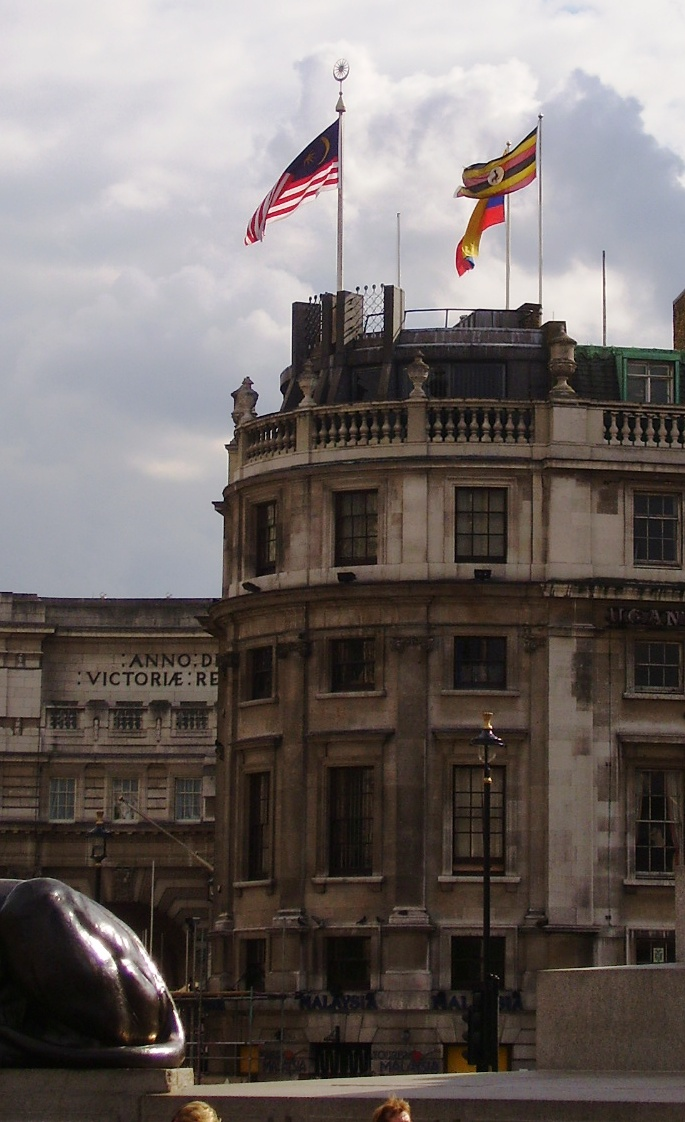
Alta Comissão da Malásia em Londres.

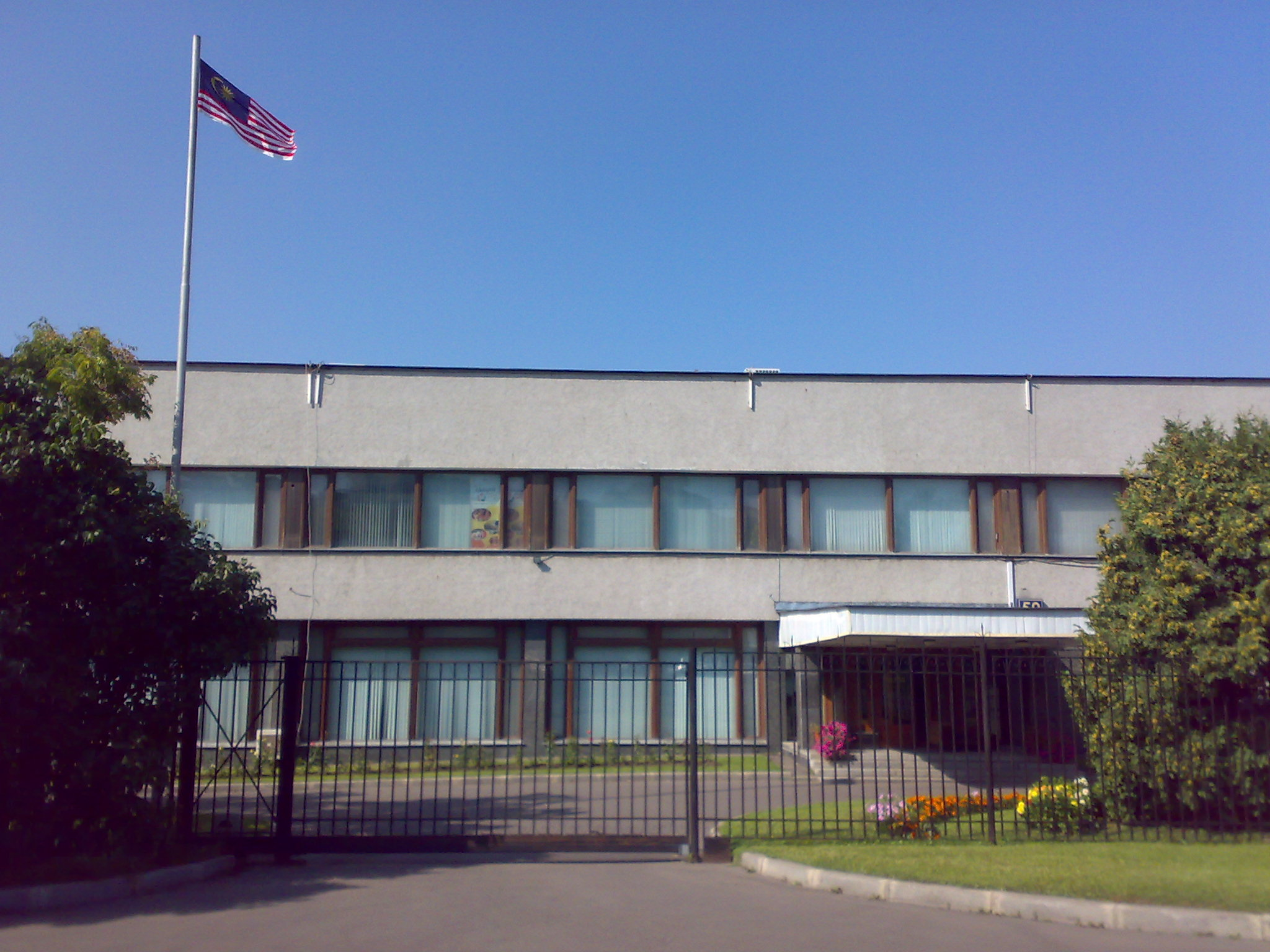
Embaixada da Malásia em Moscou.

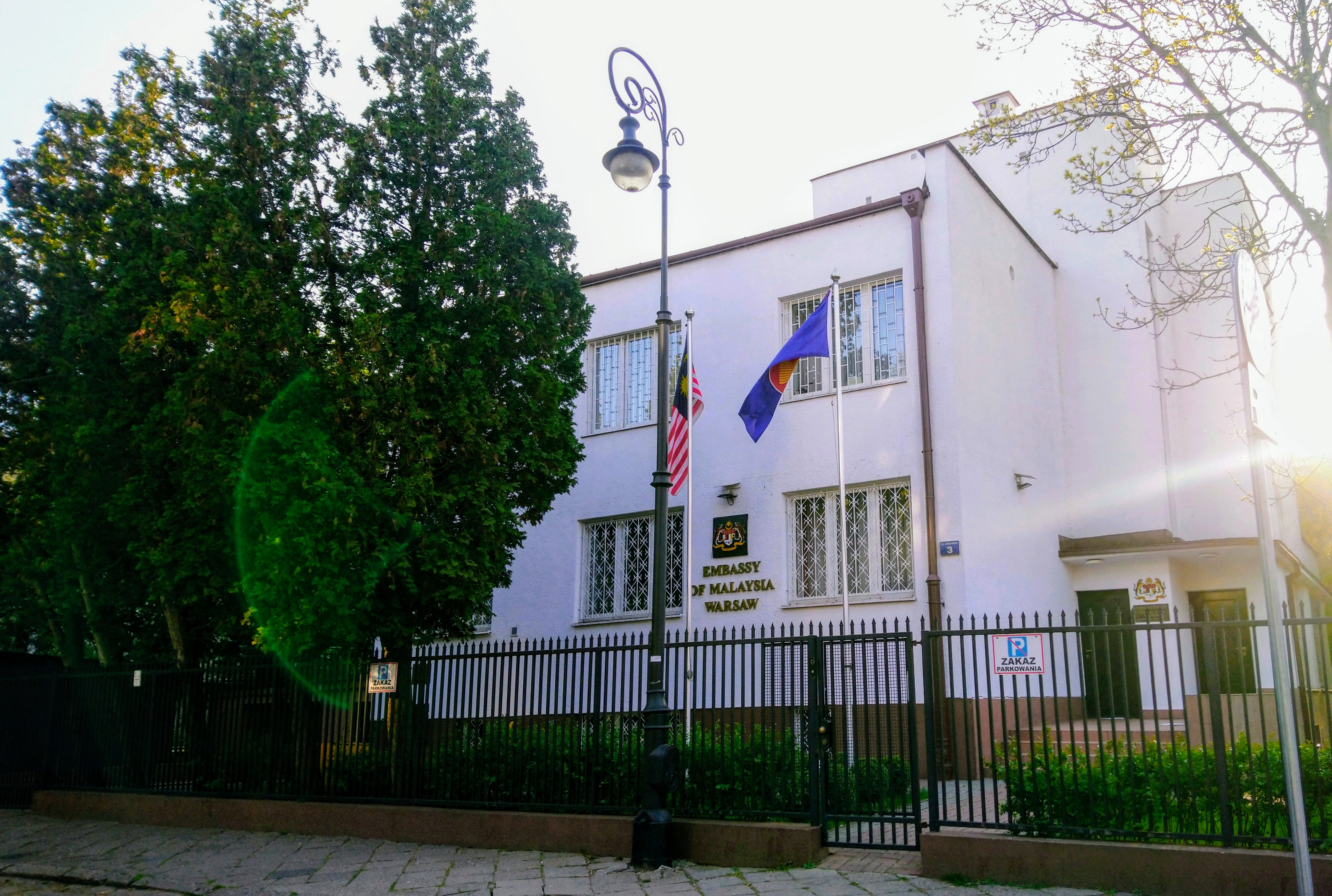
Embaixada da Malásia em Varsóvia.

  - Frankfurt am Main (Consulado-Geral)
- Áustria
  - Viena (Embaixada)
- Bélgica
  - Bruxelas (Embaixada)
- Bósnia e Herzegovina
  - Sarajevo (Embaixada)
- Croácia
  - Zagreb (Embaixada)
- Espanha
  - Madrid (Embaixada)
- Finlândia
  - Helsinki (Embaixada)
- França
  - Paris (Embaixada)
- Hungria
  - Budapeste (Embaixada)
- Irlanda
  - Dublin (Embaixada)
- Itália
  - Roma (Embaixada)
- Kosovo
  - Pristina (Escritório de ligação)
- Países Baixos
  - Haia (Embaixada)
- Polónia
  - Varsóvia (Embaixada)
- Reino Unido
  - Londres (Alta Comissão)
- Chéquia
  - Praga (Embaixada)
- Roménia
  - Bucareste (Embaixada)
- Rússia
  - Moscou (Embaixada)
- Sérvia
  - Belgrado (Embaixada)
- Suécia
  - Estocolmo (Embaixada)
- Suíça 
  - Berna (Embaixada)
- Ucrânia
  - Kiev (Embaixada)

## América

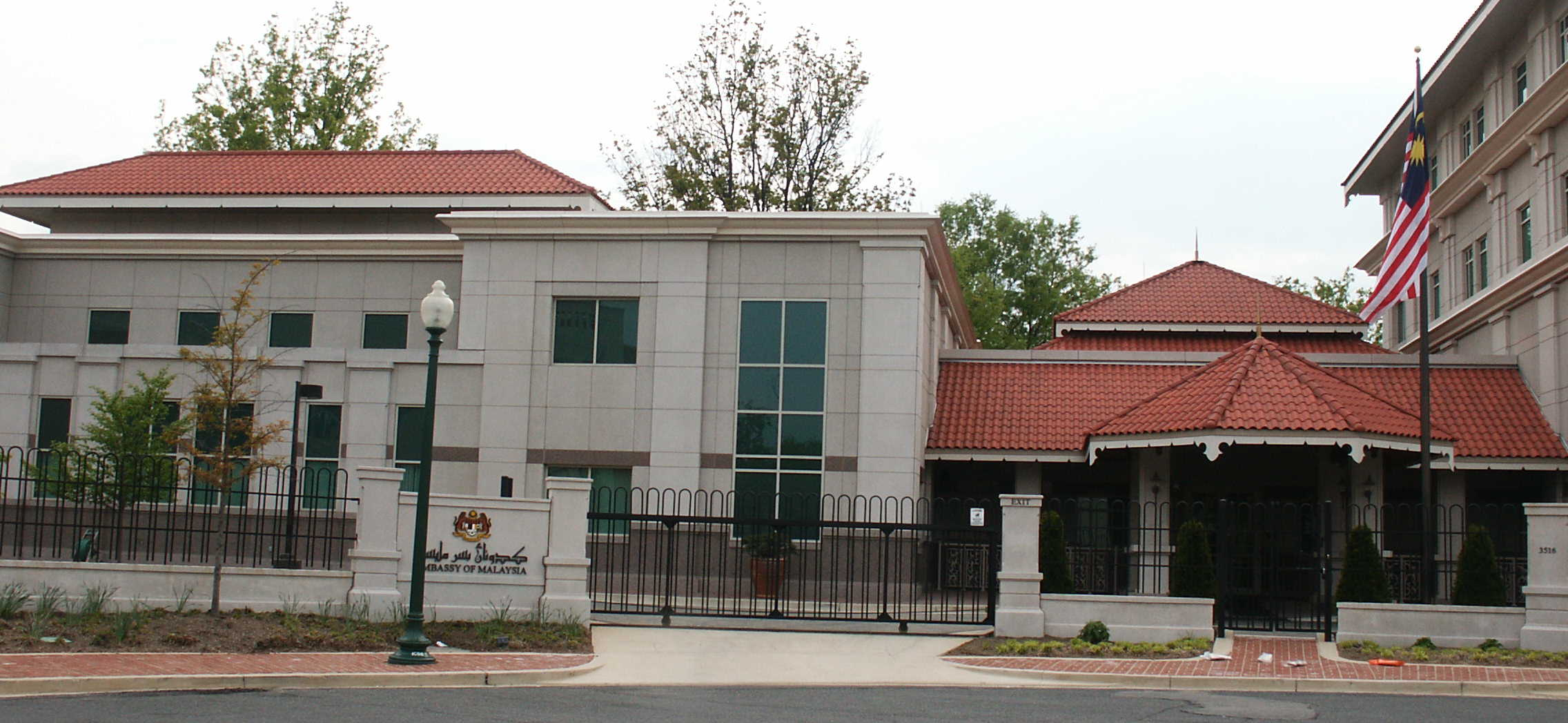
Embaixada da Malásia em Washington, D.C.

- Argentina
  - Buenos Aires (Embaixada)
- Brasil
  - Brasília (Embaixada)
- Canadá
  - Ottawa (Alta Comissão)
  - Vancouver (Consulado-Geral)
- Chile
  - Santiago (Embaixada)
- Cuba
  - Havana (Embaixada)
- Estados Unidos
  - Washington, D.C. (Embaixada)
  - Los Angeles (Consulado-Geral)
  - Nova Iorque (Consulado-Geral)
- México
  - Cidade do México (Embaixada)
- Peru
  - Lima (Embaixada)
- Venezuela
  - Caracas (Embaixada)

## Oriente Médio
- Arábia Saudita
  - Riade (Embaixada)
  - Jidá (Consulado-Geral)
- Bahrein
  - Manama (Embaixada)
- Emirados Árabes Unidos
  - Abu Dhabi (Embaixada)
  - Dubai (Consulado-Geral)
- Irão
  - Teerã (Embaixada)
- Iraque
  - Bagdá (Embaixada)
- Jordânia
  - Amã (Embaixada)
- Kuwait
  - Cidade do Kuwait (Embaixada)
- Líbano
  - Beirute (Embaixada)
- Omã
  - Mascate (Embaixada)
- Catar
  - Doha (Embaixada)
- Síria
  - Damasco (Embaixada)
- Turquia
  - Ancara (Embaixada)
- Iêmen
  - Sana (Embaixada)

## África
- Argélia
  - Argel (Embaixada)
- Egito
  - Cairo (Embaixada)
- Gana
  - Acra (Alta Comissão)
- Guiné
  - Conacri (Embaixada)
- Quênia
  - Nairóbi (Alta Comissão)
- Líbia
  - Trípoli (Embaixada)
- Marrocos
  - Rabat (Embaixada)
- Namíbia
  - Windhoek (Alta Comissão)
- Nigéria
  - Abuja (Alta Comissão)
- Senegal
  - Dakar (Embaixada)
- África do Sul
  - Pretória (Alta Comissão)
- Sudão
  - Cartum (Embaixada)
- Zimbabwe
  - Harare (Embaixada)

## Ásia

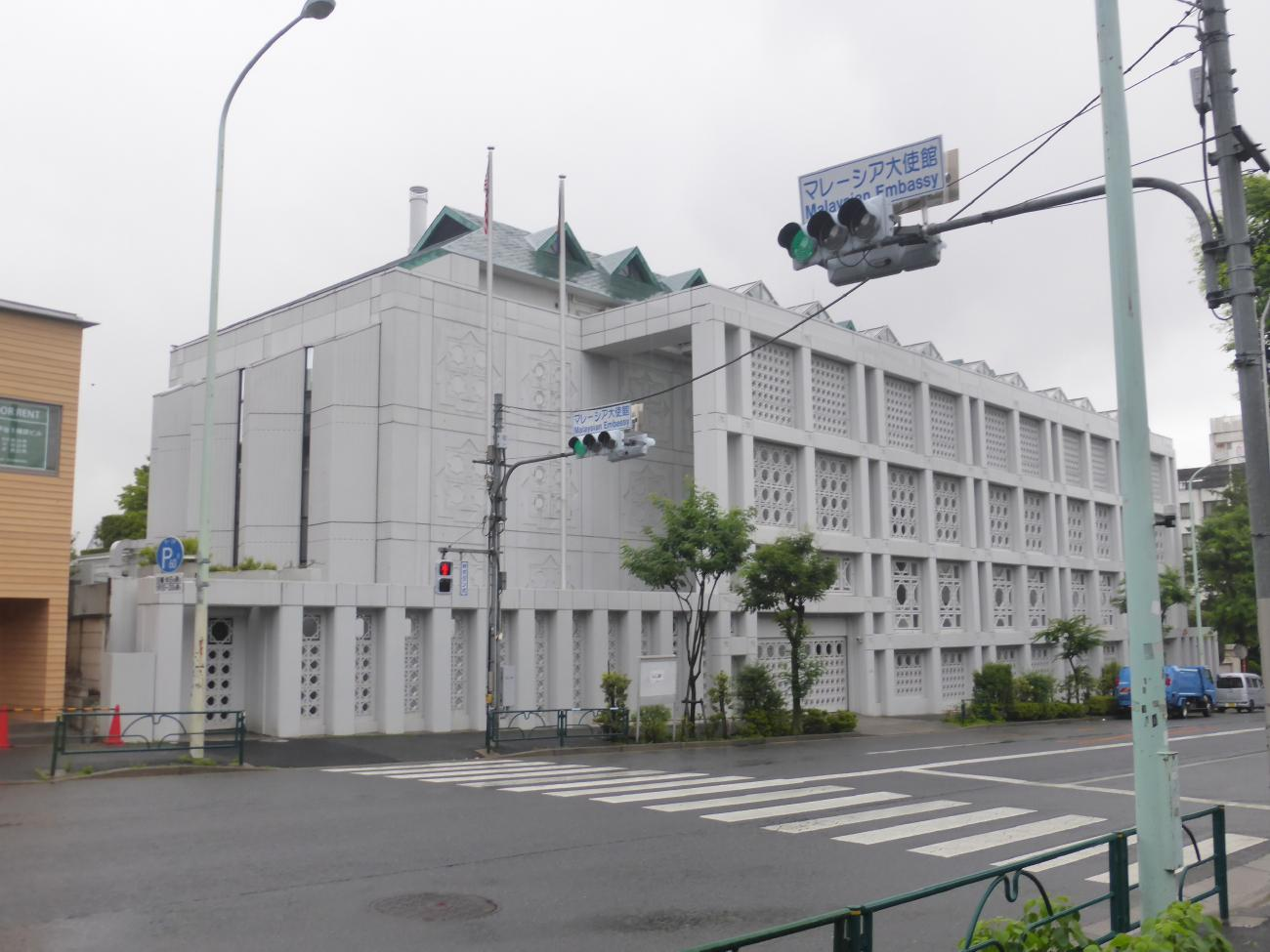
Embaixada da Malásia em Tóquio.

- Bangladesh
  - Daca (Alta Comissão)
- Brunei
  - Bandar Seri Begawan (Embaixada)
- Camboja
  - Phnom Penh (Embaixada)
- Cazaquistão
  - Almaty (Embaixada)
- China
  - Pequim (Embaixada)
  - Cantão (Consulado-Geral)
  - Hong Kong (Consulado-Geral)
  - Kunming (Consulado-Geral)
  - Xangai (Consulado-Geral)
  - Xi'an (Consulado-Geral)
- Coreia do Norte
  - Pyongyang (Embaixada)
- Coreia do Sul
  - Seul (Embaixada)
- Filipinas
  - Manila (Embaixada)
  - Davao (Consulado-Geral)
- Índia
  - Nova Deli (Alta Comissão)
  - Chennai (Consulado-Geral)
  - Bombaim (Consulado-Geral)
- Indonésia
  - Jacarta (Embaixada)
  - Medan (Consulado-Geral)
  - Pontianak (Consulado)
  - Pekanbaru (Consulado)
- Japão
  - Tóquio (Embaixada)
- Laos
  - Vienciana (Embaixada)
- Myanmar
  - Yangon (Embaixada)
- Nepal
  - Catmandu (Embaixada)
- Paquistão
  - Islamabad (Alta Comissão)
  - Carachi (Consulado-Geral)
- Singapura
  - Singapura (Alta Comissão)
- Sri Lanka
  - Colombo (Alta Comissão)
- Tailândia
  - Banguecoque (Embaixada)
  - Songkhla (Consulado-Geral)
- Taiwan
  - Taipéi (Escritório de Comércio)
- Timor-Leste
  - Díli (Embaixada)
- Uzbequistão
  - Tashkent (Embaixada)
- Vietname
  - Hanói (Embaixada)
  - Ho Chi Minh (Consulado-Geral)

## Oceania

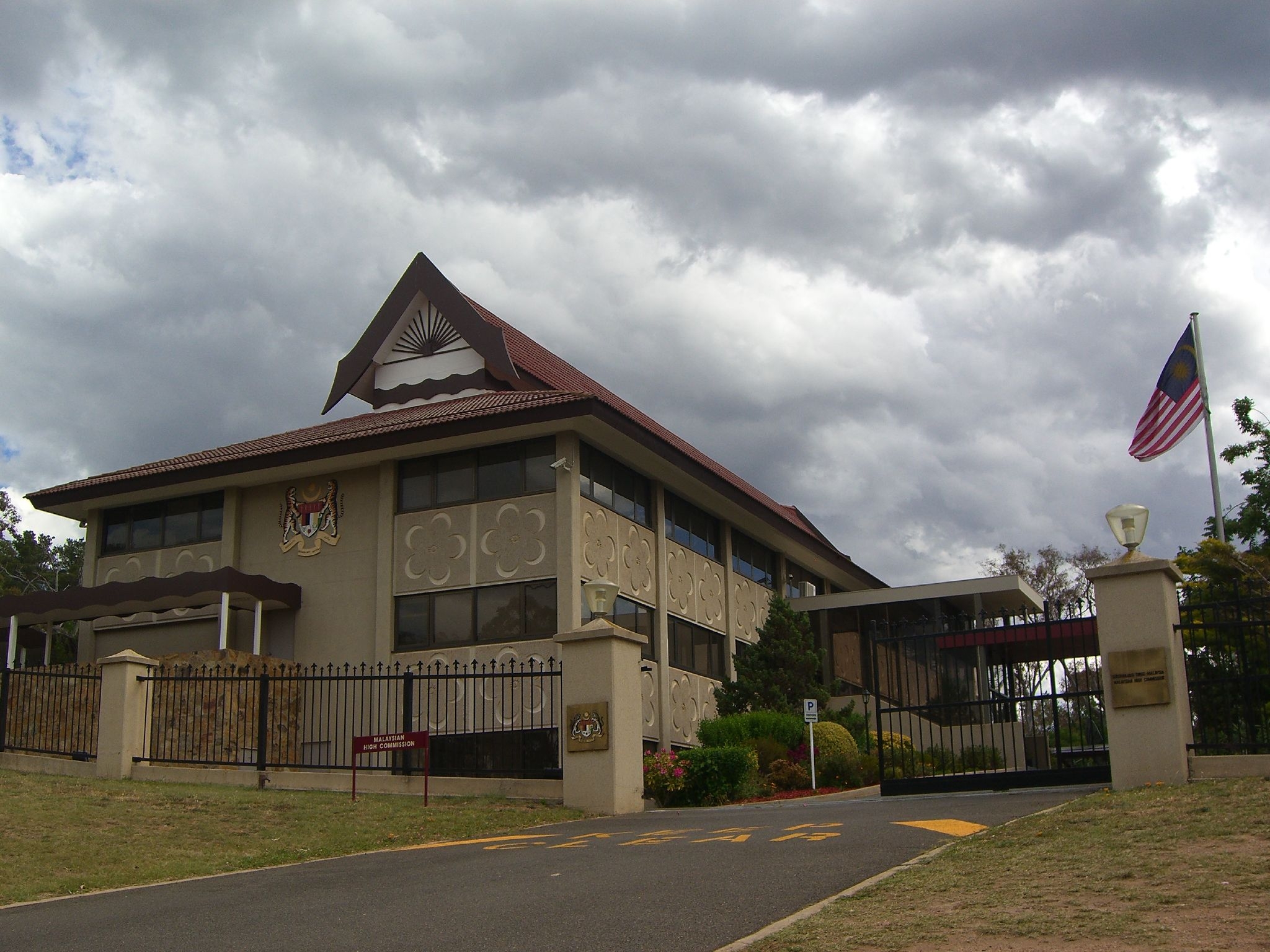
Alta Comissão da Malásia em Camberra.

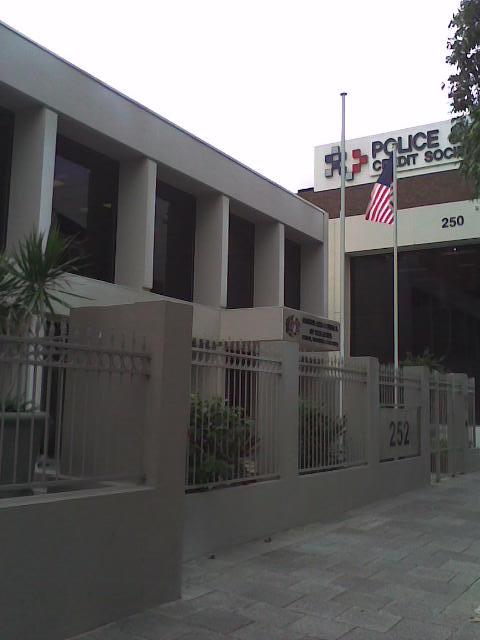
Consulado-Geral da Malásia em Perth.

- Austrália
  - Camberra (Alta Comissão)
  - Perth (Consulado-Geral)
- Fiji
  - Suva (Alta Comissão)
- Nova Zelândia
  - Wellington (Alta Comissão)
- Papua-Nova Guiné
  - Port Moresby (Alta Comissão)

## Organizações Multilaterais
- Bruxelas (Missão Permanente da Malásia ante a União Europeia)
- Genebra (Missão Permanente da Malásia ante as Nações Unidas e outras organizações internacionais)
- Nairóbi (Missão Permanente da Malásia ante as Nações Unidas e outras organizações internacionais)
- Nova Iorque (Missão Permanente da Malásia ante as Nações Unidas)
- Paris (Missão Permanente da Malásia ante a Unesco)
- Roma (Missão Permanente da Malásia ante a Organização das Nações Unidas para Agricultura e Alimentação)
- Viena (Missão Permanente da Malásia ante as Nações Unidas)
- Jacarta (Missão Permanente da Malásia ante a Associação de Nações do Sudeste Asiático)